# L'Avatar (roman)
Pour les articles homonymes, voir L'Avatar.
L'Avatar (titre original : Kushiel's Avatar) est un roman de fantasy de l'écrivain américain Jacqueline Carey, sorti en 2003.

## Résumé
Dix ans après les événements survenus dans L'Élue, Phèdre se lance dans une double quête. Retrouver l'enfant de Melisande Shahrizai disparu depuis plus de trois mois en plus de trouver un moyen de délivrer Hyacinthe le prince des voyageurs de son triste sort de Maître du Détroit. Sa quête l’emmènera au bout du monde et les dangers seront nombreux mais Phèdre est l'Elue de Kushiel le dieu punisseur aussi doit-elle faire face à cette nouvelle machination pour enfin trouver le véritable bonheur. 